# Opération Gardien de la prospérité
- Territoire yéménite contrôlé par les Houthis (SPC)
- Territoire yéménite contrôlé par le gouvernement du Yémen (PLC)
- Attaques des Houthis (en rouge) et détournements de navires (en bleu)

Crise de la mer Rouge
Guerre civile yéménite
Batailles
L'opération Gardien de la prospérité (en anglais : Prosperity Guardian) est une opération militaire lancée par une coalition multinationale formée le 18 décembre 2023 pour répondre aux attaques contre les navires en transit de/vers Israël en mer Rouge,.
Annoncée par le secrétaire à la Défense des États-Unis Lloyd Austin, cette coalition internationale maritime se donne pour objectif de répondre aux attaques et menaces des Houthis contre les vaisseaux commerciaux, notamment ceux considérés par ces derniers comme liés à Israël, en réponse à l'offensive terrestre israélienne de 2023 dans la bande de Gaza.
L'armée américaine revendique le 31 décembre 2023 avoir attaqué et coulé trois bateaux yéménites à la suite de tirs des Houthis visant des hélicoptères américains. Dix personnes sont tuées dans l’attaque américaine selon des sources portuaires.
Le 12 janvier 2024, les États-Unis et le Royaume-Uni bombardent plusieurs villes du Yémen, dont la capitale Sanaa, la ville portuaire d'Al-Hodeïda, ainsi que les villes de Taïz et Saada.
Des centaines de milliers de Yéménites manifestent le 12 janvier en réponse aux bombardements américains et britanniques sur le Yémen.

## Annonce de la coalition
Lors de son annonce du 18 décembre, Lloyd Austin déclare que « plus d’une vingtaine de pays participent à cette mission » parmi lesquels le Bahreïn, le Canada, l'Espagne, les États-Unis, la France, l'Italie, la Norvège, les Pays-Bas, le Royaume-Uni et les Seychelles. Après cette première annonce, plusieurs pays donnent des détails sur leur participation ou non à l'opération.

### Pays ayant confirmé leur participation
- Le Royaume-Uni confirme l'envoi du destroyer HMS Diamond[9].
- La Grèce annonce sa participation à la coalition le 21 décembre[8], et confirme l'envoi d'une frégate[9].
- L'Australie, la Norvège, les Pays-Bas et le Danemark annoncent l'envoi respectivement de 11, 10, 2 et 1 officiers de marine, mais d'aucun navire. Les 10 officiers norvégiens sont envoyés à Bahreïn, base de la cinquième flotte des États-Unis[9]. Le 29 décembre, le gouvernement danois annonce l'envoi d'une frégate[10].
- Les Seychelles ne mettront ni navire ni personnel à disposition mais promettent de « fournir des informations »[11].

### Pays ayant refusé de participer
- L'Espagne annonce qu'elle ne participera à aucune opération unilatéralement, mais seulement sous l'égide de l'OTAN ou de l'Union européenne[12],[13]. Le gouvernement espagnol de Pedro Sánchez déclare par ailleurs le 23 décembre qu'il s'oppose à un élargissement de l'opération Atalante et appelle à la création d'une nouvelle mission européenne, à laquelle l'Espagne « ne participera pas ». Enfin, il affirme ne pas avoir été consulté avant l'annonce de Lloyd Austin[14].
- L'Italie envoie la frégate multi-missions Virginio Fasan mais précise que le but est de protéger ses intérêts dans le cadre de ses opérations existantes, et non de l'opération Gardien de la prospérité[9],[15].
- La France fait également savoir qu'elle opère déjà dans la région depuis Djibouti, qu'elle a envoyé la frégate Languedoc dans le cadre de ses opérations existantes et que ses forces resteront exclusivement sous commandement français[9]. Le Canard enchaîné du 3 janvier 2024 prétend que le président français Emmanuel Macron « étudie l'hypothèse d'une intervention militaire au Yémen contre les rebelles Houthis »[16].

L'Arabie saoudite et les Émirats arabes unis, par ailleurs en guerre contre les Houthis depuis 2015 dans le cadre de l'opération Restaurer l'espoir, n'annoncent pas leur participation à la coalition[réf. nécessaire].
Aucun des États riverains de la mer Rouge n’adhère, pas même l’Égypte, qui est le pays le plus touché par la perte de revenus liée au passage par le canal de Suez.

## Déroulement

### 31 décembre 2023
Le commandement central (CENTCOM) de l'armée américaine annonce avoir coulé trois embarcations, faisant 10 morts et deux blessés parmi les houthis qui attaquaient un navire de la compagnie Maersk (le Maersk Hangzhou, battant pavillon singapourien). Cette dernière déclare suspendre ses opérations en mer Rouge pendant 48 heures. La veille, CENTCOM affirme avoir abattu deux missiles balistiques visant ce même navire,.

### 12 janvier 2024
Les États-Unis et le Royaume-Uni bombardent les Houthis au Yémen dans plusieurs villes. Les bombardements font cinq morts et six blessés.

### 13 janvier 2024
Les États-Unis mènent des frappes sur les sites de radar et de défense aérienne des Houthis dans la capitale Sanaa, près de la base aérienne d'Al-Dailami, en réponse à un missile balistique anti-navire lancé contre un navire commercial dans le golfe d'Aden.

### 23 janvier 2024
Les États-Unis et le Royaume-Uni bombardent huit sites, un site souterrain de stockage et des sites de missiles et de surveillance aérienne, de la capitale yéménite Sanaa et d'autres secteurs tenus par les Houthis à la suite de tirs contre des navires marchands. Le porte-parole militaire des Houthis, Yahya Saree, a affirmé que « ces attaques ne resteront pas sans réponse et impunies ».

### 24 janvier 2024
Trois missiles balistiques antinavires sont tirés par les Houthis vers le porte-conteneurs battant pavillon américain M/V Maersk Detroit, transitant par le golfe d'Aden. Un missile tombe en mer. Les deux autres missiles sont ciblés et abattus avec succès par l'USS Gravely (DDG-107). C'est le troisième navire marchand américain visé par les Houthis.

### 26 janvier 2024
Vers 13 h 30 (heure de Sanaa), des militants houthis tirent un missile balistique antinavire vers le destroyer USS Carney (DDG-64) dans le golfe d'Aden. Ce dernier l' abat.
Dans la soirée, des tirs ont lieu contre le pétrolier britannique Marlin Luanda qui subit un incendie, l'équipage est sauf et réussit à l'éteindre dans la journée du 27 avec l'aide de navires de guerre indien, français et américain.

### 27 janvier 2024
À environ 3 h 45 locales, un missile houthi est détruit avant son lancement par une frappe américaine près d'Al-Hodeïda.

### 3 février 2024
Les États-Unis et le Royaume-Uni annoncent avoir bombardé des dizaines de cibles au Yémen. Les villes de Sanaa, Hajja, Dhamar, Al-Bayda, Taëz et Hodeida sont visées par les bombardements.

## Analyses
Selon Trita Parsi (en), spécialiste irano-suédois au Quincy Institute for Responsible Statecraft (en), « les frappes ne feront qu'engendrer la même chose : l'escalade des tensions qui renforcent le blocus de facto des Houthis et augmentent la possibilité que le conflit se transforme en une guerre régionale à part entière. C'est un résultat que l'administration Biden prétend vouloir empêcher ».